# 盾角莖鱂
盾角莖鱂，為輻鰭魚綱鯉齒目鯉齒亞目花鳉科的其中一種，分布於南美洲巴西Parati-Mirim河、里約熱內盧的淡水流域，體長可達2.4公分，棲息在氾濫平原，屬雜食性，生活習性不明。

## 擴展閱讀
維基物種上的相關：盾角莖鱂